# Justus Cellarius
Justus Cellarius (* 4. Oktober 1649 in Helmstedt; † 11. Oktober 1689 in Wolfenbüttel) war ein deutscher Physiker und evangelischer Theologe.

## Leben
Der Sohn des Professors der Theologie an der Universität Helmstedt Balthasar Cellarius und dessen Frau Elisabeth, die Tochter des fürstlich braunschweigisch-lüneburgischen Oberhofpredigers, Generalsuperintendenten und Konsistorialrates in Hannover Justus Gesenius und dessen Frau Magaretha Susanna Kaufmann, hatte erfolgreich die schulische Ausbildung durchlaufen. Am 1. Mai 1667 begann er ein Studium der Philosophie und Theologie an der Universität Jena. 1670 wechselte er an die Universität Helmstedt, wo er am 2. Oktober 1671 den akademischen Grad eines Magisters der Philosophie erwarb und am 12. Dezember 1673 zum Professor der Physik berufen wurde, welche Stelle er am 18. Dezember antrat.
Nebenher vervollkommnete er seine theologischen Studien, wurde 1677 Lizentiat der Theologie, erhielt 1683 eine ordentliche Professur an der theologischen Fakultät und promovierte 1684 zum Doktor der Theologie. Zudem hatte er sich auch an den organisatorischen Aufgaben der Helmstedter Hochschule beteiligt und war einmal Rektor der Alma Mater. 1684 wurde er Generalsuperintendent in Helmstedt, 1685 wurde er Substitut seines Taufpaten Brandanus Daetrius, dessen Aufgaben er als Oberhofprediger, Beichtvater und Konsistorialrat in Wolfenbüttel ausfüllte und 1686 zum Generalsuperintendenten in Wolfenbüttel avancierte. Nach dem Tod seines Taufpaten wurde er am 20. Januar 1689 Abt des Klosters Riddagshausen und starb an Ruhr in seinem 41. Lebensjahr.

## Familie
Aus seiner am 4. Februar 1679 geschlossenen Ehe mit Anna Maria, der Tochter des Amtmann in Hötensleben Autor Flüwerck, gingen ein Sohn und zwei Töchter hervor. Von diesen kennt man:
- Julia Elisabeth Cellarius
- Barbara Ilsa Cellarius († 1689)
- Rudolph Anton Cellarius

## Weblink
- Druckschriften von und über Justus Cellarius im VD 17.

| Personendaten    | Personendaten                                 |
| ---------------- | --------------------------------------------- |
| NAME             | Cellarius, Justus                             |
| KURZBESCHREIBUNG | deutscher Physiker und evangelischer Theologe |
| GEBURTSDATUM     | 4. Oktober 1649                               |
| GEBURTSORT       | Helmstedt                                     |
| STERBEDATUM      | 11. Oktober 1689                              |
| STERBEORT        | Wolfenbüttel                                  |